# (19368) 1997 XZ4
(19368) 1997 XZ4 est un astéroïde de la ceinture principale d'astéroïdes découvert en 1997.

## Description
(19368) 1997 XZ4 a été découvert le 6 décembre 1997 au Centre de recherches en géodynamique et astrométrie (CERGA), à Caussols en France, par le projet scientifique européen OCA-DLR Asteroid Survey (ODAS).

### Caractéristiques orbitales
L'orbite de cet astéroïde est caractérisée par un demi-grand axe de 2,19 UA, un périhélie de 2,11 UA, une excentricité de 0,04 et une inclinaison de 0,66° par rapport à l'écliptique. Du fait de ces caractéristiques, à savoir un demi-grand axe compris entre 2 et 3,2 UA et un périhélie supérieur à 1,666 UA, il est classé, selon la JPL Small-Body Database, comme objet de la ceinture principale d'astéroïdes.

### Caractéristiques physiques
(19368) 1997 XZ4 a une magnitude absolue (H) de 15,3 et un albédo estimé à 0,270.